# Polysyncraton longitubis
Polysyncraton longitubis är en sjöpungsart som beskrevs av Kott 2004. Polysyncraton longitubis ingår i släktet Polysyncraton och familjen Didemnidae. Inga underarter finns listade i Catalogue of Life.